# Caio Cláudio Pulcro (cônsul em 130 a.C.)
Caio Cláudio Pulcro (em latim: Gaius Claudius Pulcher) foi um político da gente Cláudia da República Romana eleito cônsul sufecto em 130 a.C. com Marco Perperna depois da morte prematura do cônsul Lúcio Cornélio Lêntulo. Era filho de Caio Cláudio Pulcro, cônsul em 177 a.C.. Foi ele quem informou o Senado Romano dos distúrbios promovidos por Caio Papírio Carbão (vide aqui).